# Спільне впровадження
Спільне впровадження (СВ, англ. Joint Implementation, JI) — визначений у Кіотському протоколі (Стаття 6) ринковий (або «гнучкий») механізм впровадження проєктів двома індустріалізованими країнами, список яких подано у Додатку В (англ. Annex B) до Кіотського протоколу. Зокрема, використовувати механізм СВ може і Україна. В рамках СВ, інвестиційний проєкт, який спрямований на економію споживання енергоресурсів, або ефективніше виробництво електроенергії або тепла, може розраховувати на отримання одиниць скорочень викидів, або ОСВ (англ. Emission Reduction Units, ERUs). Одна ОСВ дорівнює одній тонні еквівалента СО2. Серед обов'язкових умов отримання ОСВ — виконання принципу додатковості, проходження незалежного аудиту, а також затвердження приймаючою країною та країною-покупцем. ОСВ можуть використовуватись державами для виконання зобов'язань згідно з Кіотським протоколом, а також приватними компаніями в межах регіональних схем торгівлі дозволами на викиди, таких як EU ETS. Серед існуючих прикладів проєктів СВ в Україні — модернізація теплових електростанцій, енергоефективність у металургії та цементному виробництві, відновлювана енергетика та інше.